# Platysenta variata
Platysenta variata är en fjärilsart som beskrevs av William Schaus 1894. Platysenta variata ingår i släktet Platysenta och familjen nattflyn. Inga underarter finns listade i Catalogue of Life.